# La Zuzuca
La Zuzuca är en ort i Mexiko.   Den ligger i kommunen Atoyac de Álvarez och delstaten Guerrero, i den södra delen av landet, 290 km sydväst om huvudstaden Mexico City. La Zuzuca ligger 21 meter över havet och antalet invånare är 218.
Terrängen runt La Zuzuca är platt åt sydost, men åt nordväst är den kuperad. Runt La Zuzuca är det ganska glesbefolkat, med 47 invånare per kvadratkilometer. Närmaste större samhälle är San Jerónimo de Juárez, 6,0 km sydost om La Zuzuca. Omgivningarna runt La Zuzuca är en mosaik av jordbruksmark och naturlig växtlighet.